# 瓦雷姆區
瓦雷姆區（法語：Arrondissement de Waremme）是比利时瓦隆大区列日省的一个区。該區轄有14個市鎮，面積389.86平方公里，2020年1月1日人口為624841人。

## 市鎮
瓦雷姆區下辖以下市鎮：

| - 贝尔洛（Berloz） - 布赖沃（Braives） - 克里斯内（Crisnée） - 栋塞勒（Donceel） - 费姆（Faimes） - 费克斯勒欧克洛谢（Fexhe-le-Haut-Clocher） - 热尔（Geer） | - 阿尼（Hannut） - 兰桑（Lincent） - 奥赖（Oreye） - 勒米库尔（Remicourt） - 默兹河畔圣乔治（Saint-Georges-sur-Meuse） - 瓦雷姆（Waremme） - 瓦塞日（Wasseiges） |